# Villa Hidalgo, Durango
Villa Hidalgo är en ort i Mexiko.   Den ligger i kommunen Hidalgo och delstaten Durango, i den centrala delen av landet, 1 000 km nordväst om huvudstaden Mexico City. Villa Hidalgo ligger 1 702 meter över havet och antalet invånare är 614.
Terrängen runt Villa Hidalgo är lite kuperad.  Trakten runt Villa Hidalgo är nära nog obefolkad, med mindre än två invånare per kvadratkilometer. Villa Hidalgo är det största samhället i trakten. Omgivningarna runt Villa Hidalgo är i huvudsak ett öppet busklandskap.